# Емура Місакі
Місакі Емура (20 листопада 1998 , Ойта ) — японська фехтувальниця на шаблях, бронзова призерка Олімпійcьких ігор 2024 року, чемпіонка світу та Азії.

## Виступи на Олімпіадах
| Олімпіада  | Дисципліна          | Місце |
| ---------- | ------------------- | ----- |
| Токіо 2020 | індивідуальна шабля | 13    |
| Токіо 2020 | командна шабля      | 5     |
| Париж 2024 | індивідуальна шабля | 9     |
| Париж 2024 | командна шабля      | 3     |